# Birbir

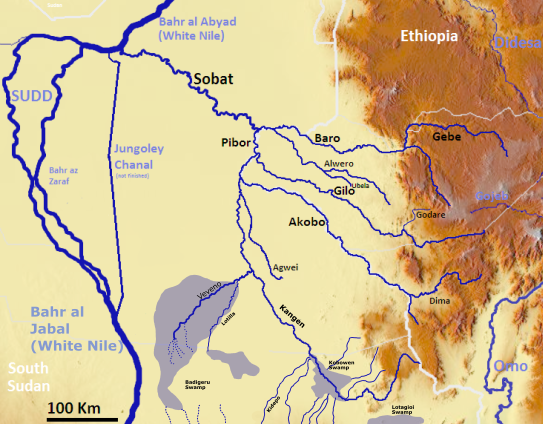
Plan montrant les rivières Gabba, Baro et Birbir (non nommée) en haut à droite.

Birbir, au sud-ouest de l'Éthiopie, est un affluent de la rivière Baro, qu'il crée lorsqu'il rejoint la Gebba à la latitude et à la longitude 8° 14′ 28″ N, 34° 57′ 39″ E. Il est politiquement important car son tracé définit une partie de la frontière entre les zones Mirab Welega et Illubabor de la région d'Oromia. Richard Pankhurst note que le Birbir est économiquement important pour la découverte en 1904 de gisements de platine le long de son cours.